# Trogoderma angustum
Trogoderma angustum là một loài bọ cánh cứng trong họ Dermestidae. Loài này được Solier miêu tả khoa học năm 1849.

## Hình ảnh

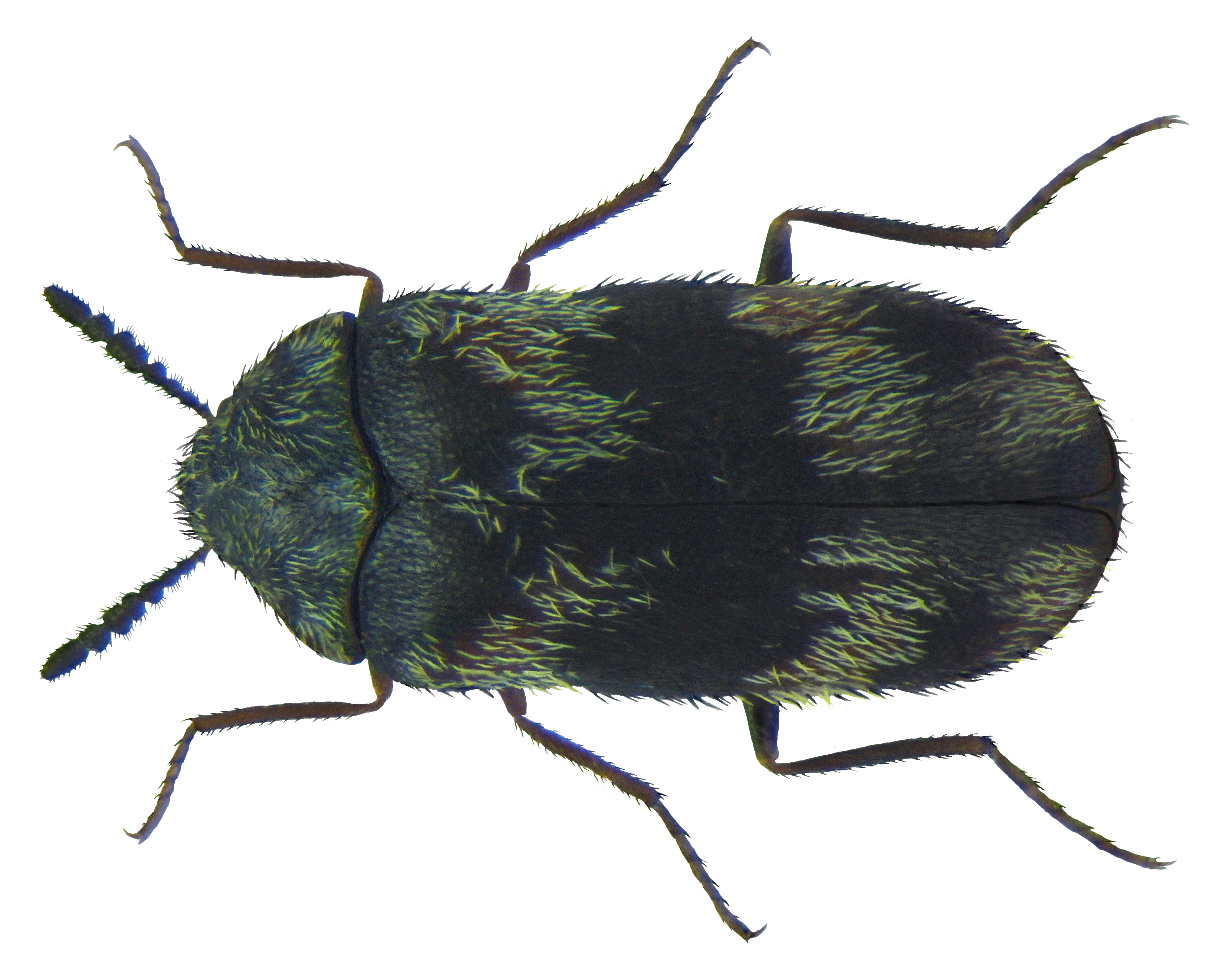
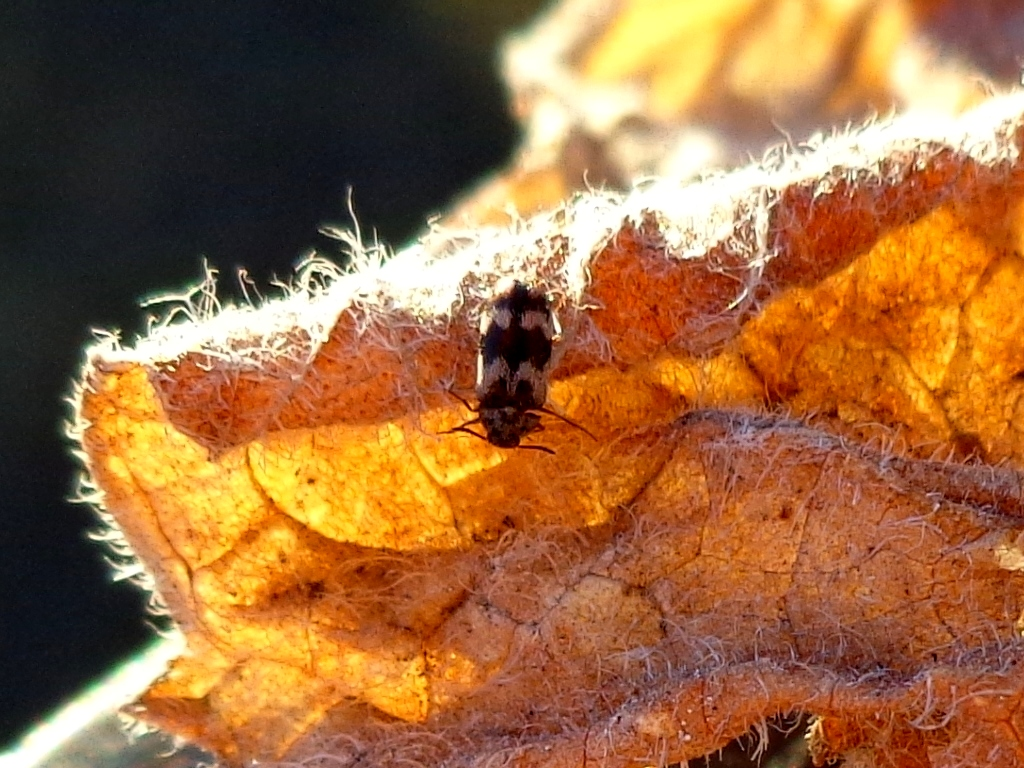